# Forchhammeria longifolia
Forchhammeria longifolia là một loài thực vật có hoa trong họ Capparaceae. Loài này được Standl. mô tả khoa học đầu tiên năm 1924.